# Sári

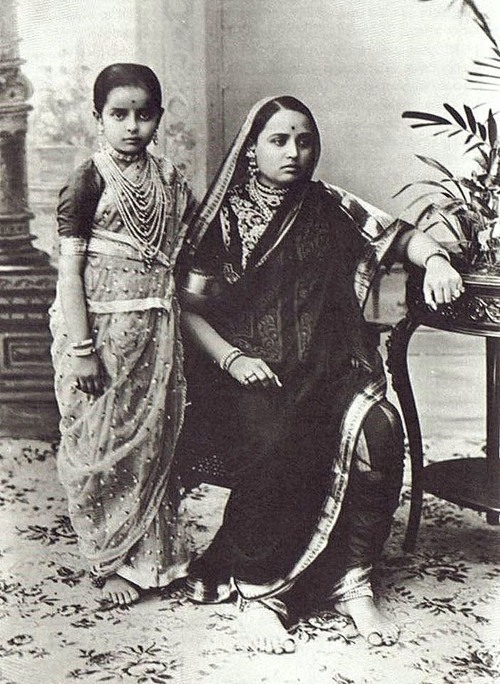
Maharani Chimnabai e a filha, Indira Devi, vestidas com um tradicional sari de Maharashtra, cerca de 1924.

O sári é um traje tradicional das mulheres na Índia. Ele consiste em uma longa peça de pano com cerca de 6 metros de comprimento, tipicamente amarrada na cintura com uma das pontas disposta sobre um ombro. Existem vários estilos de se fabricar e dobrar o sári, sendo o mais comum o estilo Nivi, originário da região do Decão, na Índia.
O sári é usado com uma blusa colada no corpo por baixo da tira de tecido, chamado de choli (ravike no sul da Índia e cholo no Nepal) e um tipo de anágua, chamado parkar ou ul-pavadai.
Por conta dos extremos de temperatura no subcontinente indiano, o sari tem tanto um papel prático quanto um decorativo. Não apenas é quente no inverno e fresco no verão como também permite uma maior liberdade de movimentos que as atividades diárias precisam. O sári é considerado na Índia moderna um ícone cultural.

## Etimologia
A palavra sari descrita em sânscrito como शाटी śāṭī significa "pedaço de pano" e em शाडी śāḍī ou साडी sāḍī em Pali também, que evoluiu para o sāṛī no indiano moderno. A palavra 'Sattika' é descrita como uma vestimenta de mulheres na Antiga Índia, na literatura budista e em sânscrito, o que seria o equivalente ao moderno 'Sari'.

## História e origens
Pode-se traçar a história do sári até a Civilização do Vale do Indo, que floresceu entre os anos de 2800 e 1 800 a.C., no noroeste do subcontinente indiano. O algodão foi pela primeira vez cultivado e fervido no subcontinente indiano por volta do 5º milênio antes de Cristo. Tinturas usadas naquele período ainda hoje são usadas, principalmente o açafrão-da-terra, a Rubia, o anil e o lilás. A seda foi confeccionada por volta de 2500 a 2 000 a.C..
A palavra sári evoluiu de 'sattika', mencionada na literatura jainista e budista mais antiga como "traje feminino". O sári ou Sattika evoluiu de um conjunto de três peças que compreende o antria, a vestimenta inferior; o utaria; um véu usado sobre o ombro ou a cabeça; e o setanapata, uma faixa no peito. Esse conjunto é mencionado na literatura sânscrita e literatura budista páli durante o século VI a.C.. A antiga antria assemelhava-se muito à dobra doti na forma de rabo de peixe, que era então passada entre as pernas, cobrindo-as com folga e desenhando longas pregas na frente. Acabou evoluindo para a saia Bhairnivasani, conhecida hoje como Gagra choli e lehenga. 'Utaria era um véu parecido com um xale usado sobre o ombro ou a cabeça, que evoluiu para o que hoje é conhecido como dupatta e ghoongat. Entre os séculos II a.C. e I d.C., antria e utaria se fundiram em uma única peça, conhecida como sari, tal como mencionada na literatura páli, sendo duas vestimentas em uma única peça.
No Kadambari e na antiga poesia tâmil, bem como na Silappatikaram (Cinco Grandes Epopeias em idioma tâmil), mulheres são descritas usando roupas drapeadas ou saris. Na antiga Índia, embora as mulheres usassem sáris que expunham o diafragma, os escritores do Dharmasastra declararam que as mulheres deviam estar vestidas de tal forma que o umbigo nunca ficasse visível e durante algum tempo mostrar o umbigo era proibido.
Com evidências em antigas esculturas, as blusinhas apertadas ou cholis, devem ter surgido e se popularizado entre os séculos II a.C. e VI d.C. em vários estilos regionais diferentes. Os primeiros cholis eram amarrados nas costas, sendo mais comum em partes do norte da Índia, e ainda é comum em algumas partes do Rajastão e diferentes estilos de bordados decorativos são feitos nele. No sul da Índia, o choli é conhecido como ravikie, que é amarrado na frente ao invés de ser amarrado nas costas. No Nepal, o choli é conhecido como cholo ou chaubandi cholo e é tradicionalmente amarrado na frente.
A cor preferida para os saris de casamento é o vermelho e é a roupa preferida pelas noivas indianas. As mulheres costumam usar saris de diversos tecidos regionais, indo desde o algodão até a seda, com pinturas, cores e bordados diversos. Os saris de seda mais procurados em festas e ocasiões formais são os Banasari, Kanchipuram, Gadwal, Paithani, Mysore, Uppada, Bagalpuri, Balchuri, Maheshwari, Chanderi, Mekhela, Ghicha, entre outros.
Os saris de seda ikat e de algodão como os Patola, Pochampally, Bomkai, Khandua, Sambalpuri, Gadwal, Berhampuri, Bargarh, Jamdani, Tant, Mangalagiri, Guntur, Narayan pet, Chanderi, Maheshwari, Nuapatn, Tussar, Ilkal, Kotpad e Manipuri são usados no dia a dia e em festividades. Saris tingidos em Tie-dye ou por impressão são conhecidos como Bandhani, Leheria/Leheriya, Bagru, Ajrakh, Sungudi, Kota Dabu/Dabu e são em geral usados durante a época das monções. Os apliques do bordado de gota patti, originário do Rajastão, são uma forma popular de decoração de saris para várias ocasiões, bem como outros tipos de bordados tradicionais. Atualmente já existem saris com tecidos modernos, como polyester e cetim.

## Estilos

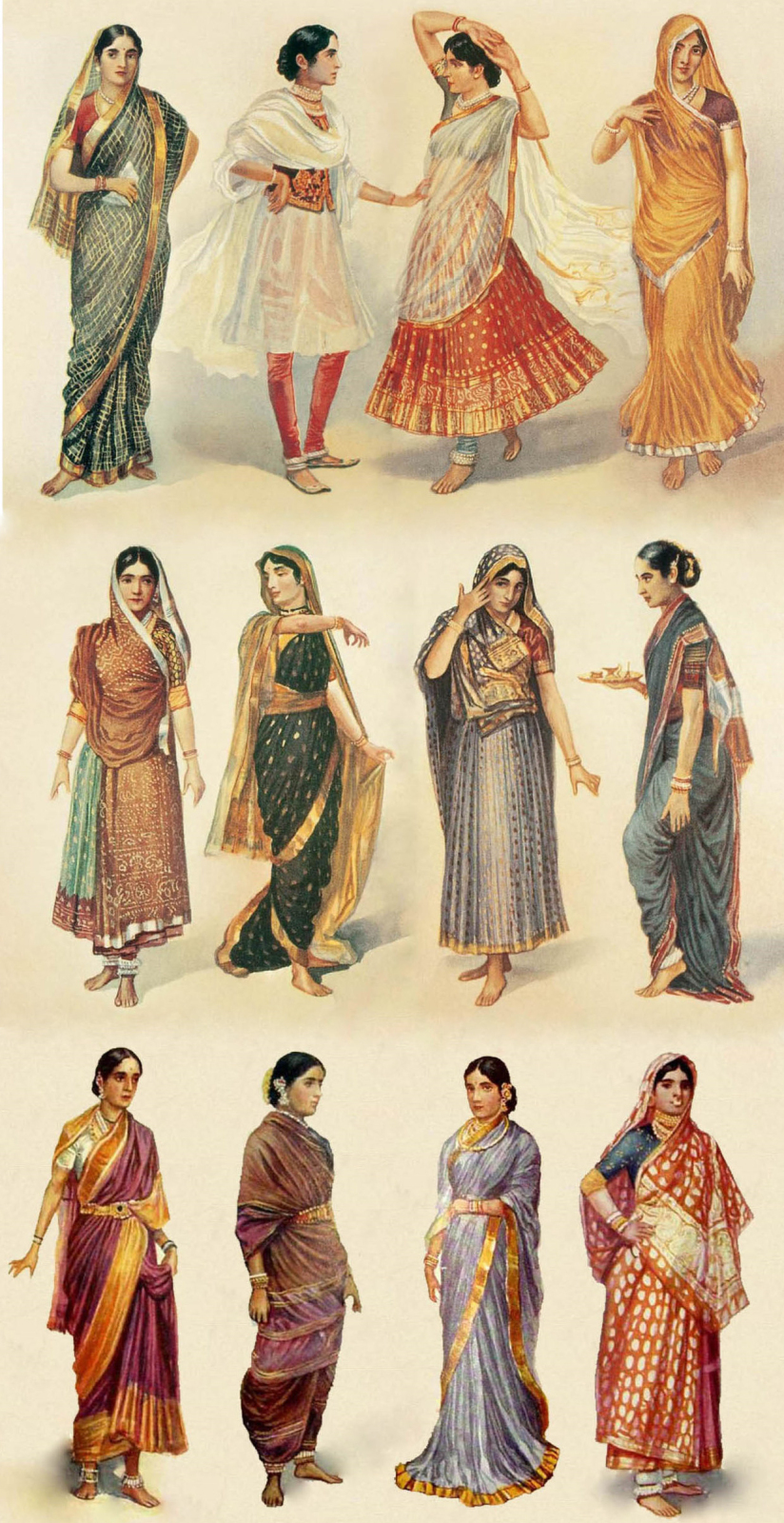
Ilustração de 1928, com diferentes estilos de sari, como o gagra choli e shalwar kameez usados por mulheres na Índia.

Existem mais de 80 tipos registrados de uso de um sari. O estilo mais comum é aquele amarrado ao redor da cintura, com um drapeado solto e o final do drapeado sobre o ombro, na frente do peito. O sari, porém, pode ser dobrado e drapeado de diversas maneiras diferentes, cada um deles exigindo um sari de um determinado tamanho. A historiadora e pesquisadora Ṛta Kapur Chishti documentou cerca de 108 maneiras diferentes de se usar um sari em seu livro ‘Saris: Tradition and Beyond’, documentando os costumes de 14 estados da Índia, como Guzerate, Maarastra, Goa, Carnataca, Querala, Tâmil Nadu, Andra Pradexe, Odissa, Bengala Ocidental, Jarcanda, Biar, Chatisgar, Mádia Pradexe e Utar Pradexe.
Chantal Boulanger, antropóloga francesa, categorizou o sari nos seguintes estilos:
- Nivi – estilo originário de Andra Pradexe; além do moderno nivi, há também o kaccha nivi, onde as pregas são passadas pelas pernas e presas na cintura na parte de trás. Isso permite movimento livre enquanto cobre as pernas.
- estilo bengali e odia – o estilo é usado sem pregas. Tradicionalmente, o estilo Bengali é usado sem pregas, onde o sari é enrolado no sentido anti-horário ao redor da cintura e, em seguida, uma segunda vez a partir da outra direção. A ponta solta é muito mais longa e gira ao redor do corpo sobre o ombro esquerdo. Há pano suficiente para cobrir a cabeça também. O estilo moderno de vestir um sari origina-se da família Tagore. Jnanadanandini Devi, a esposa do irmão mais velho de Rabindranath Tagore  Satyendranath começou com a moda de usar o sari assim depois de sua estadia em Bombaim.
- Guzerate/Rajastão – depois de dobrar as pregas de modo semelhante ao estilo nivi, a ponta solta é retirada das costas, colocada sobre o ombro direito e puxada para ser presa nas costas;
- Himachal Pradexe – Kulluvi Pattu é uma forma tradicional de sari de lã usada em Himachal Pradexe, variação similar também é usada em Utaracanda.
- Nepal – existem várias maneiras diferentes de se dobrar um sari, sendo o mais comum atualmente o estilo nivi. As comunidades falantes de Bojepuri e Awadhi usam o sari sedha pallu com o drapeado do Gujarate. A comunidade Mitila tem sua própria tradição como os drapeados madhubani e purniea, raros de se ver hoje em dia. As mulheres das comunidades Rajbanshi tradicionalmente usam o sari sem choli e o amarram no pescoço, como uma toalha, uma tradição ainda usara pelas mulheres mais velhas. O estilo newari
- Maharashtra – estilo muito semelhante ao dhoti masculino, apesar de ter variações regionais e sociais. O centro do sari (mantido no sentido do comprimento) é colocado no meio das costas, as extremidades são levadas para a frente e amarradas com segurança, depois as duas extremidades são enroladas em volta das pernas. Quando usado como um sari, um pano extra longo de é usado e as extremidades são então passadas sobre os ombros e a parte superior do corpo. O estilo é popular também em Goa;
- Madisar – esse drapeado é típico das mulheres brâmanes Iyer de Tamil Nadu;
- Pin Kosuvam – tradicional estilo Tamil Nadu;
- Distrito de Kodagu – este estilo é único das senhoras que vivem no distrito Kodagu, de Karnataka. Neste estilo, as pregas são criadas na parte de trás, em vez da frente. A extremidade solta do sari é colocada de costas para a frente no ombro direito, e fica presa ao resto do sari.
- Gobbe Seere – estilo usado pelas mulheres das regiões de Malenadu e área central de Karnataka, com 18 pregas, três ou quatro voltas na cintura e depois um nó cruzando sobre os ombros;
- Assão – estilo com três peças, conhecido como Mekhela chador. A parte de baixo é drapeada na cintura, a mekhela, o véu é o chadar e é usado com um longo véu por cima do ombro;
- Manipur – também um estilo de três peças, com véu innaphi, parte de baixo phanek e o longo chale choli;
- Megalaia - o estilo Khasi de sari é conhecido como "Jainsem", que é composto de várias peças de tecido, dando ao corpo uma forma cilíndrica.
- Querala - duas peças, feitas geralmente de algodão cru, decorado com ouro ou com tiras coloridas nas barras;
- Estilos tribais - geralmente amarrado e preso no peito, cobrindo os seios;
- Kinbi ou denthli - estilo usado pelos povos Gaudas e Kunbis, do litoral de Goa e por aqueles que migraram para outros estados, drapeando-se o tecido e criando um nó no tecido que é atado abaixo do ombro, com uma tira de tecido cruzando por cima do ombro esquerdo, amarrada nas costas.

### Estilo Nivi
O estilo Nivi é um vestígio colonial do passado britânico da Índia. Foi criado para atender às exigências vitorianas. Jnanadanandini Devi, cunhada de Rabindranath Tagore, criou o estilo Nivi, pegando emprestado a anágua e a blusa de outros estilos, para agradar as normas sociais britânicas sem perder a identidade indiana. Os britânicos tentaram formalizar a complexa cultura indiana em estereótipos bem definidos. O sari não tinha lugar na moral vitoriana, que priorizava a modéstia sobre o conforto e a liberdade de movimentos.
O estilo hoje é o mais comum em Andhra Pradesh. A crescente interação com os britânicos fez com que a maioria das mulheres das famílias reais saísse das purdah nos anos 1900, o que exigiu uma mudança de vestimenta. A Maharani Indira Devi popularizou o sari de chiffon. Ela ficou viúva cedo e seguiu a convenção de abandonar seu saris ricamente adornados em favor do branco do luto e sem adornos, conforme a tradição hindu. Curiosamente, ela transformou suas roupas de "luto" em alta costura, chegando até mesmo às passarelas em Paris.

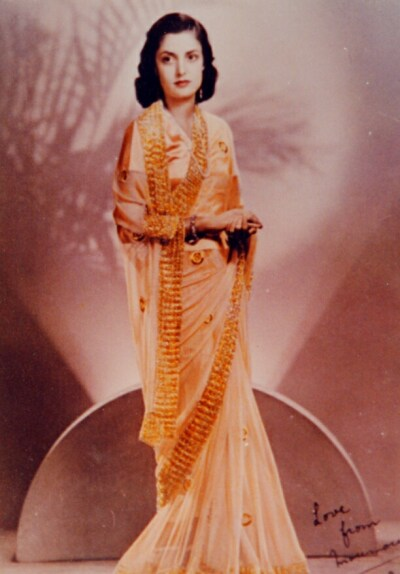
A Maharani Ourmilla Devi usando um sari Nivi.

O sari de chiffon fez em poucos anos o que séculos de tradição não fez, que foi homogeneizar a moda em todo o país. O tecido leve, brilhante, elegante e de drapeado bonito se adaptava muito bem ao clima indiano. Diferentes cortes pelo país adotaram seus próprios estilos, alguns com barrados de ouro bordados à mão, como em Varanasi, ou em bordado Zardozi, entre vários outros estilos regionais, simultaneamente agradando à tradição local como o novo moral britânico que se instalava.
O drapeado Nivi começa com uma ponta do sari enfiada no cós da [anágua], geralmente uma saia [lisa]. O pano é enrolado ao redor da parte inferior do corpo uma vez, depois manualmente dobrado em pregas até abaixo do umbigo. As pregas estão enfiadas no cós da anágua. Criam um efeito decorativo gracioso que os poetas compararam às pétalas de uma flor. Depois de mais um giro ao redor da cintura, a ponta solta é colocada sobre o ombro. Essa ponta solta é conhecida como pallu, pallav, seragu ou paita, dependendo do idioma, drapeada de maneira diagonal sobre o torso feminino. Ele é usado no quadril direito sobre o ombro esquerdo, em parte, desnudando o umbigo.
O umbigo pode ser revelado ou escondido pela usuária ajustando o pallu, dependendo da camada social. O longo final do pallu pendurado na parte de trás do ombro é muitas vezes ricamente decorado. O pallu pode estar pendurado livremente, dobrado na cintura, usado para cobrir a cabeça, ou usado para cobrir o pescoço, passando-o pelo ombro direito também. Alguns estilos nivi são usados com o pallu colocado de costas para a frente, vindo da parte de trás sobre o ombro direito com um canto dobrado pelo quadril esquerdo, cobrindo o tronco/cintura. O sari nivi foi popularizado também através das pinturas de Raja Ravi Varma.